# کویادو د لا برا
کویادو د لا برا (به اسپانیایی: Collado de la Vera) یک منطقهٔ مسکونی در اسپانیا است که در استان کاسرس واقع شده‌است. کویادو د لا برا ۴۴٫۹۴ کیلومتر مربع مساحت دارد ۵۲۶ متر بالاتر از سطح دریا واقع شده‌است.